# Cascades del Nil Blau
La Cascada del Nil Blau és un salt d'aigua sobre el riu Nil Blau a Etiòpia. En idioma amhàric es coneix com a Tis Abay que significa "aigua fumejant". Està situada al curs superior del riu, a uns 30 km aigües avall de la població de Bahir Dar i del Llac Tana. Són considerades un dels atractius turístics d'Etiòpia.
Es troben a una altitud d'entre 37 i 45 metres, consten de quatre corrents d'aigua que originàriament en l'estació plujosa arribaven a fer 400 metres d'amplada però amb molt poca aigua a l'estació seca. La regulació del Llac Tana actualment en redueix la variació estacional i des de l'any 2003 una central hidroelèctrica pren gran part del seu cabal excepte durant l'estació humida. Les cascades del Nil Blau aïllen l'ecologia del Llac Tana de la resta del riu Nil i ha donat endemismes a la fauna del llac.
A curta distància aigües avall de les cascades es va construir el primer pont de pedra d'Etiòpia per part de l'Emperador Susenyos el 1626. Segons Manuel de Almeida, la pedra de construcció es va trobar a l'afluent Alata, i els experts constructors provenien de l'Índia amb Afonso Mendes, essent el supervisor de les obres el Patriarca Ortodox d'Etiòpia.